# テアニン
テアニン（L-Theanine）とは、茶に多量に含まれるアミノ酸の1種で、グルタミンのアミドの部分の相手が、アンモニアからエチルアミンに変わった化合物である。グルタミン酸の側鎖のカルボキシ基に、エチルアミンのアミノ基が脱水縮合した化合物とも説明できる。

## 所在
テアニンは植物の中でもチャノキ（Camellia sinensis）とそのごく近縁種、そしてキノコ(菌類)の1種であるニセイロガワリ（Boletus badius）にしか見つかっていないアミノ酸であり、茶の旨味成分の1つである。テアニンは乾燥茶葉中に1％から2％程度含まれ、特に上級な緑茶に多く含まれている。また、テアニンは茶の等級に関わらず、全遊離アミノ酸の約半量を占めている。テアニンは茶葉が含有する窒素の過半を占めており、チャノキが、吸収したアンモニア態窒素を植物体にとって安全な形態にして、蓄積するために合成している物質と考えられている。茶でテアニンは根で生成され、幹を経由して葉に蓄えられる。テアニンに太陽光が当たるとカテキンに変化する。特にテアニンを多く含有する玉露や抹茶の原料となる茶葉は、収穫の前（最低2週間程度）日光を遮る被覆を施される。これにより、煎茶の旨味の原因とされるテアニンなどのアミノ酸が増加し、逆に渋みの原因とされるカテキン類（いわゆるタンニン）が減少する。

## 体内動態・生理作用
テアニンは、経口摂取すると小腸からアミノ酸トランスポーターに乗り吸収され、さらに血液脳関門を通過できるため、脳へ直接入ることが可能であり、さらに、精神に影響を与える作用が認められる。また、脳以外でも生理作用を発揮する。加えて「薬物相互作用の節」にあるように、脳でも末梢でも、薬物相互作用が起こることが知られている。

### 生理作用
テアニンを摂取することにより、リラックスの指標であるα波の発生が30分から40分後に確認されており、50 mg摂取では不安傾向の低い人に、200 mg摂取では不安傾向の高い人においてもリラックス効果が認められている。
抗ストレス作用についても同様に効果が確認されており、ヒトにクレペリン型暗算課題でストレスをかけ、ストレス負荷により変動する心拍数、唾液中の免疫グロブリンA、主観的ストレス感をみたところ、テアニン摂取でストレスの抑制が認められた。リラックスや抗ストレス作用に随伴して、血圧降下作用も見られる。睡眠に関しては、テアニン摂取により睡眠の質の改善が報告されており、中途覚醒の減少が認められた他にも、被験者へのアンケートにより起床時の爽快感、熟眠感、疲労回復感の改善が認められている。月経前症候群（PMS）に関しては、PMS時のイライラ、憂鬱、集中力の低下等の精神的症状を改善することが報告されている。
またテアニンは、あるラットの実験では神経系の変性・衰退を防止する効果が見られ、脳梗塞を繰り返すことで引き起こさせたラットの記憶障害を防止するという。

### 考えられる作用機序
構造的には、ヒトなどでは脳内で興奮性の神経伝達物質として作用するグルタミン酸と類似性があるものの、テアニンのシナプス後部細胞のグルタミン酸受容体との親和性は低い上に、むしろテアニンの主な効果としては、抑制神経伝達物質のGABAを増加させているように見受けられる。研究者は、テアニンがグルタミン酸の興奮毒性を防ぐかもしれないとも予測している。テアニンは脳内のドーパミンの濃度を上昇させ、グルタミン酸受容体（AMPA型、NMDA型、カイニン酸型）への親和性は低い。
脳内のセロトニンに対するテアニンの影響は、学者の中でも議論となっている。同様な実験法を用いるにもかかわらず、研究によって脳内で増加を示したり、減少を示したりするからである。高血圧マウスを用いて注射した研究では、著しく5-ヒドロキシインドール類（セロトニンの分解物）が減少していたことが明らかになった。

### 危険性・安全性の評価
ラットの研究を通じて、非常に高濃度テアニンを繰り返し使用しても、心身共に無害であるとされている。アメリカ食品医薬品局 (FDA)は、食品添加物としてテアニンをGRAS (一般に安全と認められる）に分類している。一方、ドイツの連邦リスク評価研究所 (BfR) は単離されたテアニンを飲料に添加することに反対している。

## 薬物相互作用
既述の通り、テアニンはチャノキに含有され、玉露などの茶葉にも含まれている。加えて、茶葉にはカフェインも含有されている。したがって、テアニンとカフェインとを、同時に経口摂取することはありがちなことと言える。これらをヒトが同時に摂取した場合、テアニンとカフェインとの相乗効果もあいまって、認知活動や気分の改善が見られることが見い出された。
また、統合失調症の治療において、投薬中の抗精神病薬にテアニンを併用することで、いくつか症状が減少することが、プラセボ対照試験で示されているほか、精神疾患の予防にも有用である。

## 研究
テアニンは、免疫系へも影響を与える可能性が示唆されており、テアニンはガンマ・デルタT細胞の防衛機能を増強することで、感染に対する生体の免疫反応を助けるかもしれない。この研究は、被験者は4週間にわたって毎日600 mLのコーヒーまたはお茶を飲むものである。結果、血液の分析では抗菌タンパク質の産生はお茶を飲む群のほうが5倍高まっており、より高い免疫反応を示すものであった。

## 歴史
テアニンは1950年に京都府立農業試験場茶業研究所（現在の京都府農林水産技術センター・農林センター茶業研究所（宇治茶部））により玉露から発見された。その後、分離精製されて構造が明らかになり、日本では1964年7月に食品添加物として指定された。テアニンはお茶に含まれるアミノ酸であることから、茶の旧学名“Thea sinensis”にちなんで“Theanine（テアニン）”と命名されたと言われている。

## 利用
ガムやキャンディーなどの菓子類、ゼリー、アイスクリーム、ヨーグルトなどの冷菓、清涼飲料水やニアウォーターなどの飲料、およびサプリメントや美容食品などに応用されている。また、テアニンは緑茶の呈味改善剤として使用されているが、緑茶以外の様々な食品の苦味やえぐ味も抑えるので、風味の改善に用いられている。

## サプリメント利用
日本国外の飲料メーカーではテアニンを含む飲料を販売しているが、その宣伝は精神集中を助けると謳うもの、リラックス・鎮静を謳うもの、まちまちである。
日本国外のサプリメントとしてのL−テアニン原料として、日本の太陽化学の製造しているサンテアニンがよく用いられる。原料表示にL-Theanine (Suntheanine) と記載されていることが多い。製造過程では、チャノキ由来の原料は用いず、微生物(Pseudomonas nitroreducens)の作るグルタミナーゼを利用した醗酵によって合成されている。